# ハチスカザクラ

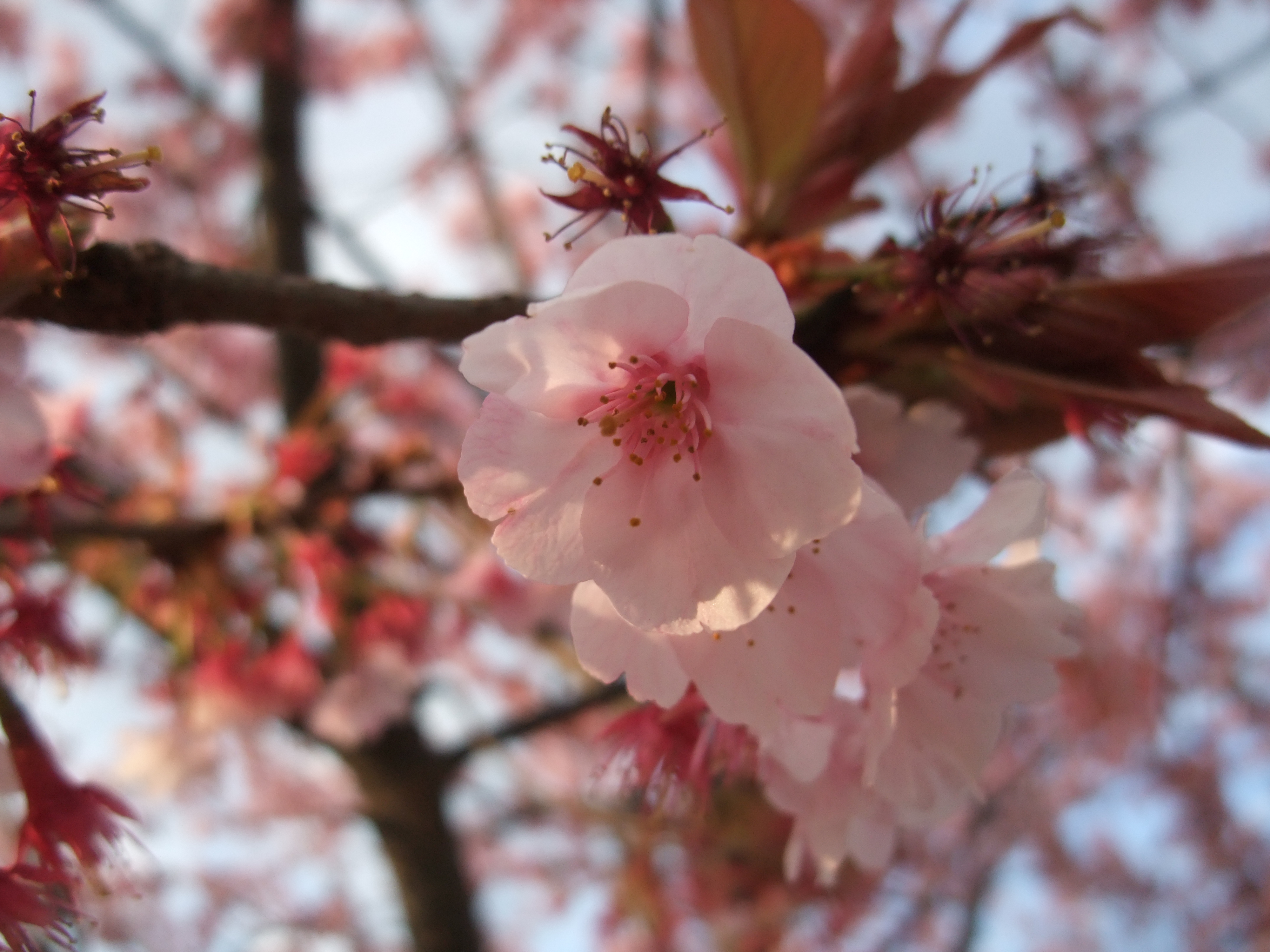
ハチスカザクラの花

ハチスカザクラ（蜂須賀桜）は、カンザクラ系のサクラの栽培品種。
沖縄系のカンヒザクラとヤマザクラの一代自然交配雑種のカンザクラで、江戸時代まで徳島城御殿にあった。一部にはヤマトザクラと彼岸桜との交配種との誤記も見られる。蜂須賀の名称は、当時徳島藩を治めていた蜂須賀氏に由来する。廃藩置県に伴い最後の徳島藩主となった蜂須賀茂韶が、重臣で原田家（国の登録有形文化財）当主の原田一平に託したとされている。
歴代藩主が「お留め石」に留まって鑑賞したことから「お留め桜」と呼ばれており、転じて花の可憐さから「乙女桜」とも。以後250年に亘って原田邸で育てられ、毎年3月に保存会によって一般公開されている。
サクラの代表とされるソメイヨシノに比べ、開花時期が非常に早いことが特徴で、2月下旬からおよそ1か月ほど淡い紅色の花を咲かせる。色はソメイヨシノより若干濃く、花びらの先に紅のサシが入るのが特徴である。花弁は5枚。また、1999年に徳島市内の育苗家が苗の育成に成功して以来、徳島県内に限らず、東京都・大阪府・長野県など日本国内および海外で栽培されている。徳島県内では原田家の母樹（徳島市）のほか、眉山などでも植樹されており、各地でその姿を見ることができる。
徳島市指定保存樹木、指定番号第52号（平成29年8月22日指定）「樹種 サクラ（蜂須賀桜）」。
（徳島市の「市の花」はサクラだが、これが蜂須賀桜というわけではない）

## 植樹先

### 徳島県内
- 徳島中央公園 - 徳島城跡（助任川沿い並木）
- 眉山
- 徳島県護国神社 - 徳島市雑賀町
- 熊谷寺 - 四国霊場第八番札所

など

### 徳島県外
- 豊国神社 (京都市) - 蜂須賀茂韶らが中心になり、再建した。豊臣秀吉を祀る神社。
- 清浄華院（京都市） - 徳島藩第7代藩主蜂須賀宗英の墓がある浄土宗大本山の寺院。[2]
- バチカン市国

など